# Ruslan-93
Le Ruslan-93 est un club azerbaïdjanais de football féminin basé à Bakou.
Le club remporte le Championnat d'Azerbaïdjan en 2006 et en 2007 et dispute la Coupe féminine de l'UEFA 2007-2008, où il ne passe pas le tour de qualification.